# Tropami baśni i legend z Warmii i Mazur
Tropami baśni i legend z Warmii i Mazur − Miejski, nieoznaczony szlak spacerowy w Olsztynie, w skład którego wchodzi 15 niewielkich, odlanych z brązu rzeźb plenerowych, nawiązujących tematycznie do baśni, legend, podań i przekazów z terenów dawnych Prus, Warmii i Mazur. 

## Historia
Na Projekt osiedlowy „Tropami baśni i legend z Warmii i Mazur − niewielkie formy rzeźbiarskie w przestrzeni miejskiej”, mieszkańcy Olsztyna oddali głosy podczas X edycji Olsztyńskiego Budżetu Obywatelskiego.
Inicjatorem zamysłu w zrealizowanym wariancie był Jarosław Łaskarzewski. W oparciu o dostępną literaturę, dokonał on wyboru motywów, jak również zaproponował i uzgodnił lokalizację figur w obrębie Starego Miasta i Śródmieścia. 
Rzeźby zaprojektował, stworzył ich modele oraz nadzorował wykonanie olsztyński artysta – Dawid Gołębiowski.
Pracę nad zadaniem rozpoczęto w drugiej połowie 2023 r. Pomniki w przewidzianych lokalizacjach stanęły w kwietniu 2025 r.

## Geneza
Jako uzasadnienie dla realizacji Projektu wskazano między innymi:
- Urozmaicenie oferty turystycznej i promocja Olsztyna.
- Pogłębianie tożsamości z regionem, poprzez przybliżenie mieszkańcom wierzeń i folkloru rdzennych tubylców.
- Propagowanie aktywnej, rodzinnej formy wypoczynku.
- Zachętę do sięgnięcia po bogatą literaturę w temacie.[4][5]

W odróżnieniu od podobnych przedsięwzięć wdrożonych w szeregu innych miast, począwszy od słynnych wrocławskich krasnali, olsztyńskie figury nie bazują na jednym wątku. Autorzy w pracach i w materiałach promocyjnych spróbowali odnieść emocje i morały wypływające z warmińsko-mazurskich baśni i legend do współczesności.

## Lista figur
| Lp. | Figura                          | Lokalizacja i współrzędne | Fotografia | Atrakcje w pobliżu                                                |
| --- | ------------------------------- | --- | ---------- | ----------------------------------------------------------------- |
| 1   | Kobieta o bursztynowych włosach | Staromiejska 1 53°46′39,6″N 20°28′39,4″E/53,777654 20,477606                                                                          |            | Wysoka Brama (Brama Górna)                                        |
| 2   | Kłobuk                          | ul. Marii Curie-Skłodowskiej 24 (latarnia miejska) 53°46′48,0″N 20°28′42,2″E/53,780003 20,478383                                      |            | Teatr im. Stefana Jaracza                                         |
| 3   | Kamienna dłoń                   | ul. 1 Maja 1 53°46′44,8″N 20°28′48,1″E/53,779107 20,480015                                                                            |            | Ratusz Urzędu Miasta                                              |
| 4   | Czarownica znad Bełdan          | Plac Trzech Krzyży/ ul. 1 Maja 53°46′48,4″N 20°28′50,4″E/53,780116 20,480666                                                          |            | Pomnik Stefana Jaracza Pomnik przyrody − buk pospolity            |
| 5   | Królowa jezior                  | ul. Krzysztofa Celestyna Mrongowiusza 3 53°46′43,8″N 20°28′56,8″E/53,778827 20,482457                                                 |            | Willa Secesyjna (Kamienica Naujacka)                              |
| 6   | Czart z Tałckeigo Bagna         | ul. Ryszarda Knosały 3b 53°46′25,1″N 20°28′52,1″E/53,773638 20,481145                                                                 |            | Park Centralny Muzeum Nowoczesności                               |
| 7   | Titelitury                      | ul. Seweryna Pieniężnego − planty miejskie 53°46′33,8″N 20°28′43,4″E/53,776050 20,478720                                              |            | Poczta Główna Muzeum Archidiecezji Warmińskiej                    |
| 8   | Barstuk                         | Róg ul. Stanisława Staszyca i Alei Gelsenkirchen 53°46′29,8″N 20°28′39,1″E/53,774952 20,477539                                        |            | Bazylika konkatedralna św. Jakuba Staromiejskie ulice w Olsztynie |
| 9   | Kaczmarka z Nakomiad            | Olsztyńska Łynostrada przy Moście św. Jana Nepomucena (zaplecze od ul. Hugona Kołątaja) 53°46′30,6″N 20°28′26,6″E/53,775154 20,474059 |            | Most św. Jana Nepomucena Park Podzamcze                           |
| 10  | Ałna                            | ul. Zamkowa 5 53°46′40,1″N 20°28′23,6″E/53,777808 20,473215                                                                           |            | Willa Haricha (Casablaca) Popiersie Mikołaja Kopernika z 1916 r.  |
| 11  | Diabelska kładka                | Aleja Chateauroux od ul. Natalii Żarskiej, mostek na rzece Łyna 53°46′45,6″N 20°28′24,4″E/53,779346 20,473439                         |            | Mosty (wiadukty) kolejowe na rzece Łyna                           |
| 12  | Smętek                          | ul. Zamkowa 1 (balustrada) 53°46′38,8″N 20°28′29,3″E/53,777435 20,474795                                                              |            | Zamek Kapituły Warmińskiej Muzeum Warmii i Mazur                  |
| 13  | Perkun lub Peter                | Targ Rybny 13 (od zaplecza) 53°46′39,3″N 20°28′32,0″E/53,777576 20,475549                                                             |            | Ławeczka Mikołaja Kopernika                                       |
| 14  | Królowa Róż                     | ul. Stare Miasto 33 53°46′34,6″N 20°28′33,4″E/53,776265 20,475949                                                                     |            | Rynek Starego Miasta Stary Ratusz                                 |
| 15  | Topnik                          | Targ Rybny 1 53°46′40,0″N 20°28′36,2″E/53,777785 20,476731                                                                            |            | Dom „Gazety Olsztyńskiej”                                         |